# Siatka centylowa
Siatka centylowa – jedna z metod obiektywnej oceny rozwoju fizycznego dzieci. Najczęściej oceniane są przebieg wzrostu, przyboru masy ciała i przyrostu obwodu głowy na tle danej populacji (zwykle mieszkańców danego kraju).

## Opis metody
Dane nanoszone są na dwie osie:
- oś pozioma – wiek dziecka
- oś pionowa – oceniany parametr

Przez siatkę biegnie kilka krzywych – najwyżej biegnie linia 97. centyla – oznacza ona, że u 97% dzieci z danej populacji oceniany parametr ma niższą wartość. Następne linie oznaczają 90., 75., 50., 25., 10. i 3. centyl.
Po naniesieniu danych na osie, z punktów na odpowiadających wartościom danych parametrów prowadzi się proste prostopadłe do danej osi, zaznacza miejsce ich przecięcia i określa jego położenie względem jednej z przechodzących przez siatkę krzywych.
Pięćdziesiąty centyl oznacza, że u połowy dzieci z danej populacji parametr przyjmuje wartości mniejsze, a u drugiej połowy większe. Za normę uważa się obszar między 3. a 97. centylem, przy czym ważne jest, aby krzywa rozwoju dziecka utrzymywała się mniej więcej w tym samym centylu, a także proporcje wartości centyli dla różnych parametrów były względnie stałe.